# Diadasia megamorpha
Diadasia megamorpha is een vliesvleugelig insect uit de familie bijen en hommels (Apidae). De wetenschappelijke naam van de soort is voor het eerst geldig gepubliceerd in 1898 door Theodore Dru Alison Cockerell.
De bijen zijn ongeveer 1,5 cm lang. Cockerell verzamelde ze in New Mexico.